# Iaciara
Iaciara is een gemeente in de Braziliaanse deelstaat Goiás. De gemeente telt 12.855 inwoners (schatting 2009).